# Comuna Vînohradne, Berezivka
Vînohradne (în ucraineană Виноградне) este o comună în raionul Berezivka, regiunea Odesa, Ucraina, formată din satele Sadove și Vînohradne (reședința).

## Demografie
Componența lingvistică a comunei Vînohradne
     Ucraineană (91,59%)
     Rusă (7,6%)
     Alte limbi (0,67%)
Conform recensământului din 2001, majoritatea populației comunei Vînohradne era vorbitoare de ucraineană (91,59%), existând în minoritate și vorbitori de rusă (7,6%).